# Pływanie na Olimpiadzie Letniej 1906
pływanie na Olimpiadzie Letniej 1906 odbyło się w dniach 24 - 25 kwietnia. Udział w zawodach wzięło 43 pływaków z 11 krajów. W tabeli medalowej tryumfowali Brytyjczycy. 

## Rezultaty
| Konkurencja                                    |                                                                 |                                                                                 |                                                                                       |
| ---------------------------------------------- | --------------------------------------------------------------- | ------------------------------------------------------------------------------- | ------------------------------------------------------------------------------------- |
| 100 m stylem dowolnym (szczegóły)              | Charles Daniels                                                 | Zoltán Halmay                                                                   | Cecil Healy                                                                           |
| 400 m stylem dowolnym (szczegóły)              | Otto Scheff                                                     | Henry Taylor                                                                    | John Arthur Jarvis                                                                    |
| 1 mila stylem dowolnym (szczegóły)             | Henry Taylor                                                    | John Arthur Jarvis                                                              | Otto Scheff                                                                           |
| Sztafeta 4 × 250 m stylem dowolnym (szczegóły) | Węgry · Henrik Hajós · Zoltán Halmay · Géza Kiss · József Ónody | Cesarstwo Niemieckie · Ernst Bahnmeyer · Max Pape · Emil Rausch · Oscar Schiele | Wielka Brytania · John Derbyshire · William Henry · John Arthur Jarvis · Henry Taylor |

## Tabela medalowa
| Miejsce | Państwo              |   |   |   | Razem |
| ------- | -------------------- | - | - | - | ----- |
| 1       | Wielka Brytania      | 1 | 2 | 2 | 5     |
| 2       | Węgry                | 1 | 1 | 0 | 2     |
| 3       | Cesarstwo Austrii    | 1 | 0 | 1 | 2     |
| 4       | Stany Zjednoczone    | 1 | 0 | 0 | 1     |
| 5       | Cesarstwo Niemieckie | 0 | 1 | 0 | 1     |
| 6       | Australia            | 0 | 0 | 1 | 1     |
| Razem   | Razem                | 4 | 4 | 4 | 12    |